# Kulm bei Weiz
Kulm bei Weiz ist eine ehemalige Gemeinde mit 470 Einwohnern (Stand: 1. Jänner 2023) in der Steiermark.
Im Rahmen der Gemeindestrukturreform in der Steiermark ist sie seit 2015 mit den Gemeinden Pischelsdorf und Reichendorf zusammengeschlossen,
die neue Gemeinde führt den Namen Marktgemeinde Pischelsdorf am Kulm. Grundlage dafür war das Steiermärkische Gemeindestrukturreformgesetz – StGsrG.

## Geografie
Kulm bei Weiz liegt im Bezirk Weiz im österreichischen Bundesland Steiermark und befindet sich auf der Südseite des 975 m hohen Kulms.

### Gliederung
Das Gemeindegebiet umfasste folgende zwei Ortschaften (in Klammern Einwohnerzahl Stand 1. Jänner 2024):
- Kulming (137)
- Rohrbach am Kulm (345)

Die Gemeinde bestand aus den Katastralgemeinden Kulming und Rohrbach.

## Politik
Bürgermeisterin war von 2005 bis 2014 Brigitta Schwarzenberger (ÖVP). Der Gemeinderat setzte sich nach den Wahlen von 2010 wie folgt zusammen: 6 ÖVP, 3 SPÖ.

## Wappen
Die Steiermärkische Landesregierung hat mit Beschluss vom 23. September 1996 das Recht zur Führung eines Gemeindewappens verliehen. Dieses zeigt in Silber den Kulm auf blauem Hintergrund. Im Vordergrund sind fünf silberne Schilfrohre mit rotem Kolben abgebildet, in Anlehnung an den „Rohrbach“ der gleichnamigen Ortschaft.

## Kultur und Sehenswürdigkeiten

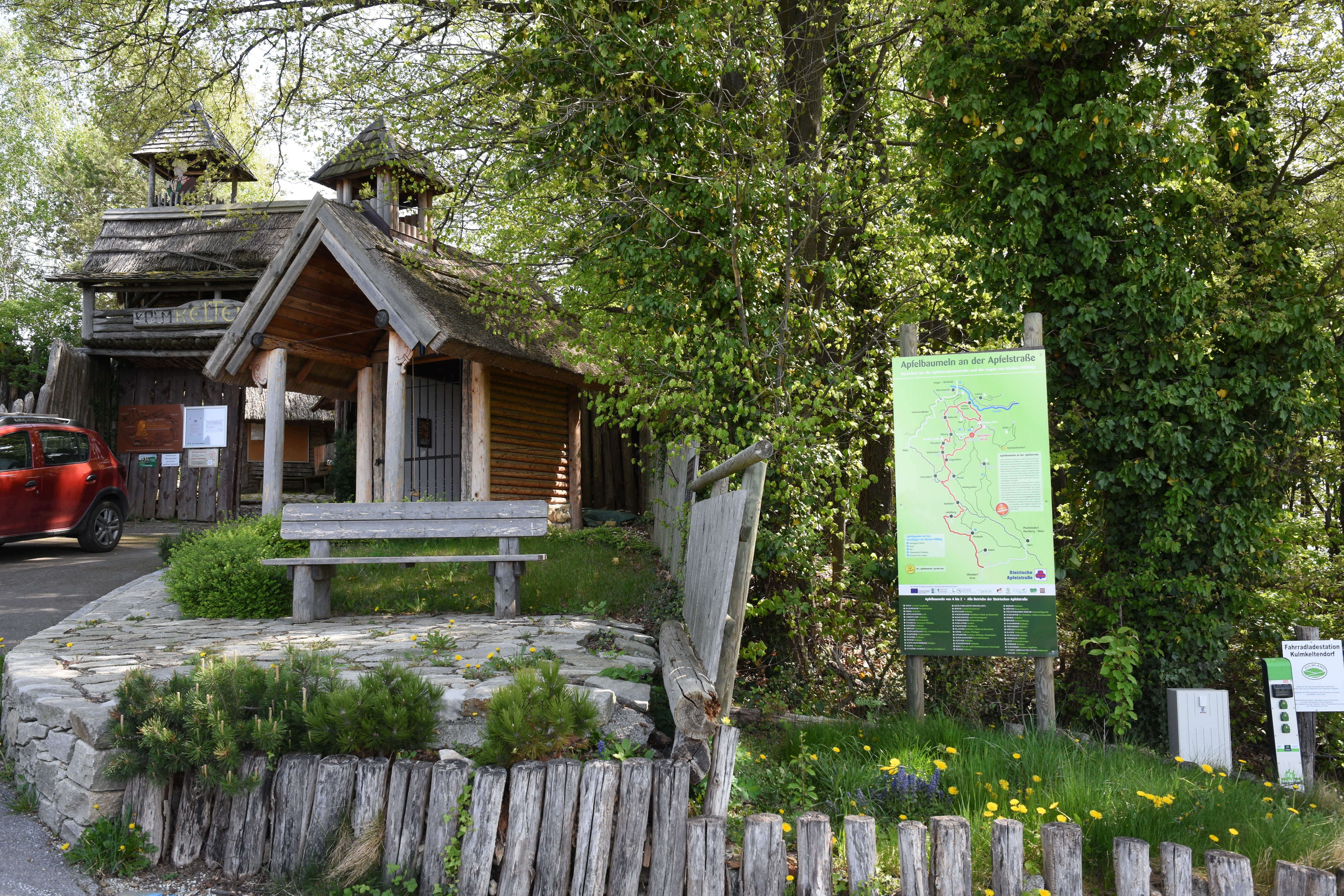
Freilichtmuseum Kulmkeltendorf

- Freilichtmuseum (Nachgebildetes Keltendorf)[5]